# روبن روجرز
روبن روجرز (بالإنجليزية: Reuben Rogers)‏ هو عازف جاز وملحن أمريكي، ولد في 15 نوفمبر 1974 في سانت توماس في الولايات المتحدة.

## وصلات خارجية
- الموقع الرسمي
- روبن روجرز على موقع ميوزك برينز (الإنجليزية)
- روبن روجرز على موقع ميوزك برينز (الإنجليزية)
- روبن روجرز على موقع أول ميوزيك (الإنجليزية)
- روبن روجرز على موقع ديسكوغز (الإنجليزية)